# Statues-menhirs du groupe rouergat

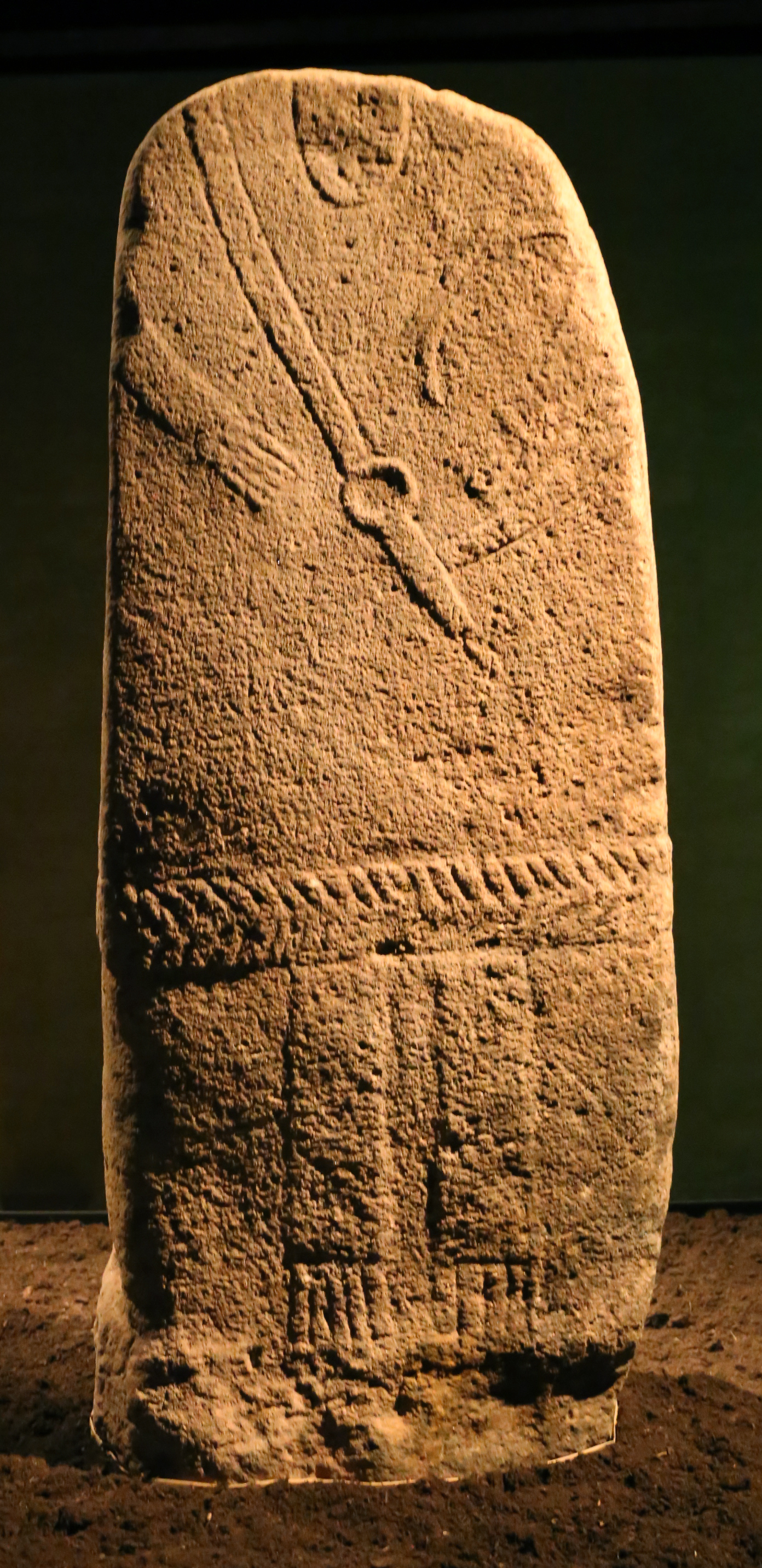
Statue-menhir des Maurels.

Les statues-menhirs du groupe rouergat, appelé aussi statues-menhirs du groupe Rouergue/Haut-Languedoc, sont un ensemble de 157 statues-menhirs qui doivent leur nom à leur découverte dans une aire géographique située à cheval sur les départements de l'Aveyron, du Tarn et de l’Hérault. C'est un groupe stylistiquement très homogène avec un canon commun mais où, les motifs sculptés varient selon le sexe du personnage. Découvertes en dehors de tout contexte archéologique, leur datation a été effectuée par comparaison avec le mobilier similaire retrouvé lors de fouilles archéologiques. Elles sont datées du Néolithique final (fin du IVe millénaire av. J.-C. à début du IIIe millénaire av. J.-C.). 

## Généralités

### Historique
La Pierre Plantée de Lacaune est décrite dès le début du XIXe siècle et classée parmi les menhirs. Les premières découvertes ont été réalisées à Brassac en 1850 (statue-menhir de Crouxigues) et à Pousthomy en 1861. L'abbé Hermet fut le premier à les identifier, les étudier et leur consacrer un premier recueil, publié en 1892, intitulé Sculptures préhistoriques dans les deux cantons de Saint-Affrique et de Saint Sernin (Aveyron). En 1912, l'abbé Hermet a déjà identifié trente statues-menhirs, dix-huit dans l'Aveyron, dix dans le Tarn et deux dans l'Hérault. Au début du XXe siècle, seules trois nouvelles statues-menhirs ont été découvertes. En 1931, le commandant Octobon publie une nouvelle synthèse de tous les monuments connus en France. Plusieurs études sur le sujet sont publiées dans les années 1970 (Jean Arnal en 1976, Jeannette Landau en 1977, André d'Anna en 1977). 
Entre 1960 et le début du XXIe siècle, plus d'une centaine de statues sont découvertes et, en 2023, le groupe rouergat comprend 157 statues recensées. Le musée Fenaille présente la plus importante collection de statues-menhirs rouergates réunie à ce jour.

### Aire géographique
Le qualificatif de « rouergat » a été adopté puisque les premières découvertes ont été effectuées dans une aire géographique située à cheval sur le sud de l'Aveyron, l'est du Tarn et l'ouest l’Hérault et correspondant approximativement à l'ancienne province du Rouergue.  Le cours du Tarn en constitue la limite nord et la vallée de l'Agout la limite sud. Cette aire de répartition est relativement restreinte, située à proximité de la Méditerranée et des grands plateaux calcaires caussenards, aux reliefs tourmentés. Elle est assez isolée des grands axes de communication mais c'est une zone de moyenne montagne propice à la fois au développement d'une forêt dense et à celui de l'élevage. La géologie des sols locaux permet l'extraction de blocs de toutes dimensions et de toutes natures et quelques sites cuprifères ont été identifiés à proximité.
Certains auteurs (Arnal, d'Anna, Serres) ont ultérieurement subdivisé cet ensemble en 5 sous-groupes sur la base d'une appartenance à un bassin hydrographique (Rance, Dourdou, Monts de Lacaune, Agout,Tauriac) auxquels il faut ajouter quelques statues isolées. Gabriel Rodriguez a proposé de diviser ce groupe en deux sous-groupes selon des critères morpho-typologiques et géographiques : un premier groupe rattaché à la culture saintponienne défini par les fouilles de la grotte de Resplandy à Saint-Pons de Thomières et un second groupe dit rhodézien appartenant à la culture des Treilles définie par la grotte éponyme sur la commune de Saint-Jean et Saint-Paul. Il est désormais admis que le groupe comporte deux sous-ensembles géographiques : un sous-groupe « rouergat » et un sous-groupe « Haut-Languedoc ». Dans les faits, c'est l'homogénéité stylistique de ces statues qui conduit à les regrouper dans un même ensemble mais il est impossible en l'état actuel des connaissances de les attribuer à un groupe culturel préhistorique unique.
Dans l'aire géographique considérée, plusieurs menhirs adoptent des formes semblables à celles des statues-menhirs ou comportent des traces de gravures propres aux statues-menhirs mais désormais très érodées. Il pourrait s'agir d'anciennes statues-menhirs effacées par l'érosion. Il en est ainsi des menhirs de Candoubre n°2, de Paumerou et de Montaigut à Murat-sur-Vèbre. Gabriel Rodriguez à quant à lui proposé une thèse selon laquelle il y aurait évolution d'une statuaire non gravée (les menhirs) vers une statuaire gravée puis sculptée (les statues-menhirs).

### Matériaux et techniques
Les statues ont été sculptées dans des roches diverses (granite, diorite, schiste, gneiss) mais majoritairement en grès permiens gris ou blancs, cette dernière roche offrant plus de possibilités d’où une plus grande hétérogénéité dans les réalisations. Les roches les plus couramment utilisée pour la construction des dolmens ne sont pas celles qui constituent le matériau des statues-menhirs : les calcaires abondants dans les Causses ou les quartzites de l'Albiegois n'ont pas été utilisés alors qu'occasionnellement des roches locales difficiles à travailler ont pu être utilisées (statue-menhir de la Bessière).
Les dalles utilisées ont la plupart du temps été soigneusement préparées, avant d'être ornées, par un épannelage de la base et un martelage des surfaces, plus ou moins important selon le matériau de départ, les bords latéraux et l'extrémité supérieure ont été régularisés. Dans la plupart des cas, cette préparation a été complétée par un piquetage assez fin pour aplanir les surfaces, mais dans un certain nombre de cas, la préparation est demeurée très sommaire. Cette préparation concerne principalement le côté face de la statue, le côté dos est aménagé de manière plus sommaire et parfois uniquement dans la partie supérieure. Les motifs sont réalisés par gravure et sculpture en bas-relief. 

## Description

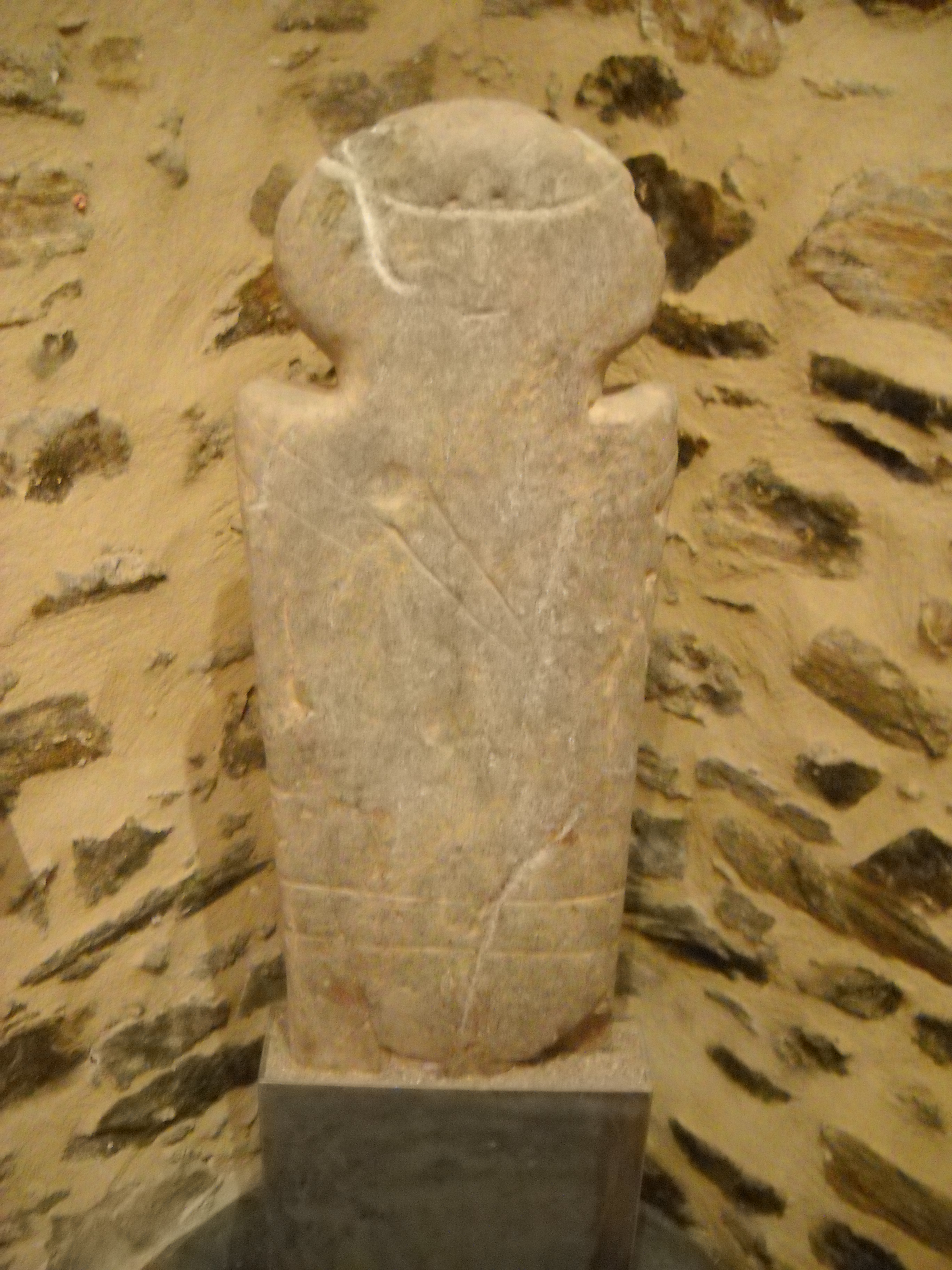
La statue-menhir de Durenque.

Les statues-menhirs sont de formes variables, essentiellement rectangulaires ou ovalaires avec un sommet le plus souvent arrondi, elles ne correspondent d'ailleurs pas à une silhouette humaine. La tête n'est jamais distincte du corps : la statue-menhir de Durenque est la seule connue où la tête se détache du reste du corps,. Le groupe rouergat est majoritairement constitué de statues dont la taille est comprise entre 1 m et 3 m de hauteur, quelques-unes sont hors norme, très grandes (Pierre plantée de Lacaune, Planissart) ou très petites (Montvallon, Ardalliès). Les statues-menhirs sont sexuées, il s'agit essentiellement de statues masculines et leur dimension est toujours plus grande que celle des statues féminines hormis dans les quelques cas où il y a eu un changement de sexe ultérieur.
Les sculptures sont de deux types, elles représentent des caractères anthropomorphes et des attributs qui contribuent à nettement distinguer les statues masculines des statues féminines. Les modifications de sexe sont opérées en modifiant les caractères anthropomorphes et les attributs propres à chaque sexe. Une quinzaine de statues masculines sont devenues féminines en modifiant ou supprimant leurs attributs masculins initiaux (l'objet est alors effacé) et en y rajoutant des attributs féminins (seins, collier, pendeloque en "Y"). A contrario, la statue-menhir des Vignals est le seul exemple connu d'une masculinisation par ajout d'attributs guerriers. Quelques statues ont changé plusieurs fois de sexe. Toutefois, lorsqu'un changement de sexe a été opéré sur la face antérieure de la statue, la face postérieure demeure elle inchangée.

### Caractères anthropomorphes
Côté face, les motifs anatomiques correspondent généralement au nez, aux yeux, aux seins, aux bras, aux mains et aux membres inférieurs mais dans quelques cas ils sont totalement absents, effacés par l'usure ou non représentés. Côté dos, seuls les cheveux et éventuellement les omoplates (figurées sous forme de crochets) sont représentées. Quelques statues se limitent à la représentation d'un buste (Montvallon, Réganel n°2, Favarels).

#### Le visage
Le visage est toujours représenté, sculpté ou gravé, dans le plan de la statue, « entre les épaules », puisque la tête n'est jamais détachée du corps. Généralement, le visage n'a fait l'objet d'aucun traitement particulier, mais il est séparé du corps par un trait distinctif (statue gravée), remplacé chez les femmes par un collier, ou un bourrelet (statue sculptée) chez les hommes ; sur d'autres statues il se détache en relief. Les yeux sont représentés en relief ou en creux ou en combinant les deux méthodes. Ils sont parfois représentés par de simples cupules mais le plus souvent il s'agit de l'association, d'un cercle piqueté avec un cône ou un disque, très réaliste évoquant le couple orbite/pupille. Le nez est toujours représenté soit en partant des deux yeux, soit en dessous ; il est triangulaire ou rectangulaire. La « bouche » est très rarement figurée (Jouvayrac, Jasse du Terral no 2, Réganel no 1), quant aux oreilles, elles ne sont jamais visibles. 
Le visage est souvent orné, chez les hommes comme chez les femmes, de part et d'autre du nez de traits horizontaux, représentant peut-être des peintures corporelles, des tatouages ou des scarifications,. Ces traits horizontaux figurent indifféremment sur les statues masculines et féminines.

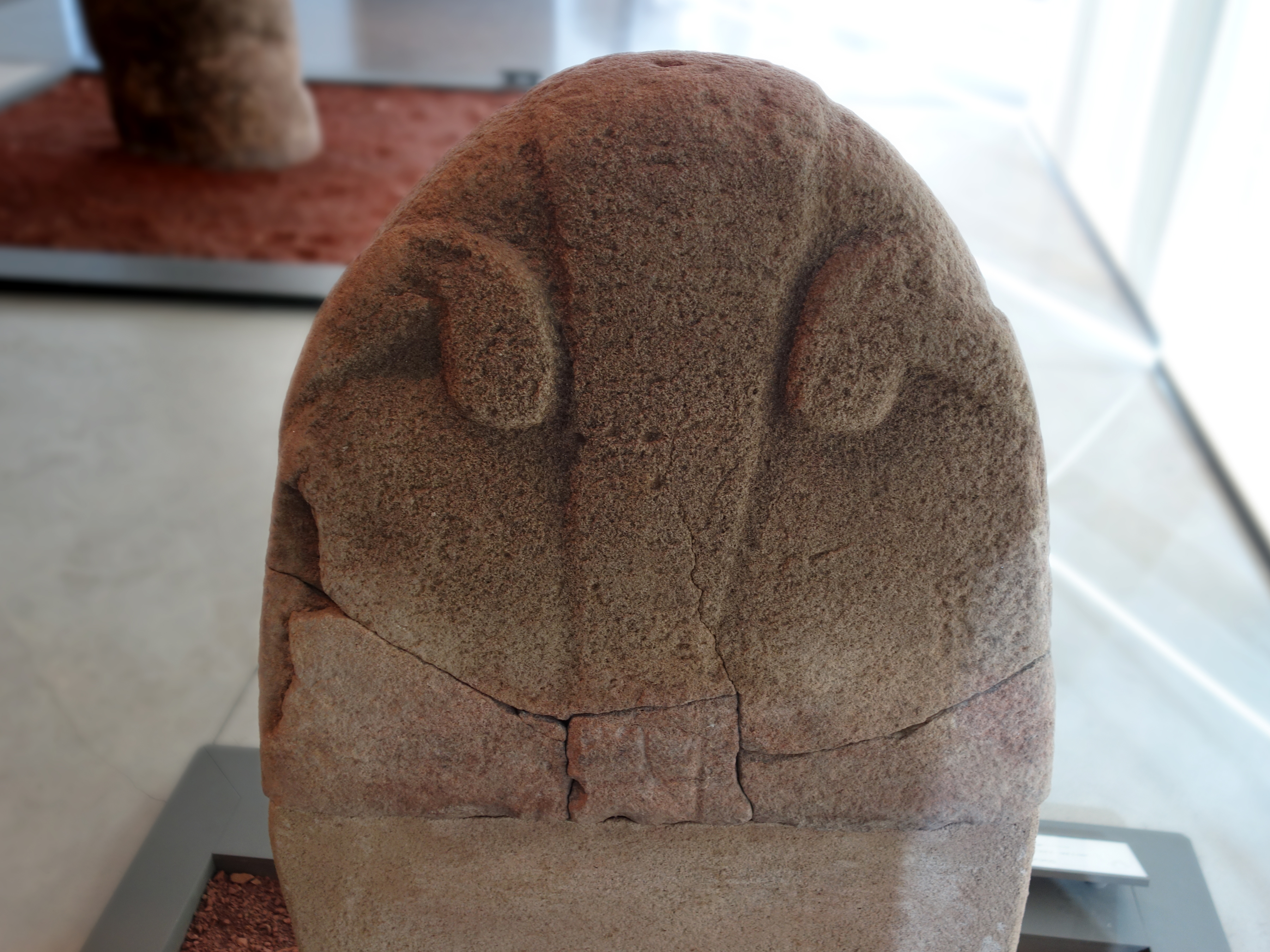
Crochets-omoplates et chevelure au dos de la statue menhir de La Raffinié.

#### La chevelure
La chevelure n'est jamais représentée du côté du visage, mais uniquement dans le dos de la statue, sous la forme d'une bande gravée ou d'un bas-relief dessinant une natte partant du sommet du crâne et s'arrêtant au niveau de la ceinture ou au-dessus. C'est un caractère exclusivement féminin.

#### Les crochets-omoplates
C'est l'un des caractères anthropomorphes les plus curieux et le plus difficilement interprétable. L'abbé Hermet soulignait déjà l'existence d'« omoplates en forme de crosse ». La forme est variable : simple courbe, bandeau horizontal arrondi voire forme rectangulaire à angle droit. Le traitement n'est pas différencié selon le sexe mais sur les statues féminines, les omoplates sont séparés par la chevelure, et sur les statues masculines par une bretelle du baudrier. Quand le vêtement est représenté jusqu'au sommet de la statue (Saint-Maurice d'Orient, Saint-Sernin, Puech Réal), les crochets-omoplates, qui devraient être masqués par le vêtement, sont toutefois figurés. Les dessins pourraient aussi représenter les coutures des manches sur le corps du vêtement.

#### Les seins
Caractère anthropomorphe féminin par excellence, ils sont représentés même quand le personnage porte un vêtement (Dame de Saint-Sernin) mais leur emplacement est parfois curieux : à l'extrémité des mains (Borie des Paulets, Crays), au-dessous des bras (Saint-Julien, Frescaty). Selon une autre hypothèse, il ne s'agirait pas d'une représentation des seins mais des éléments d'une armure protégeant le thorax.

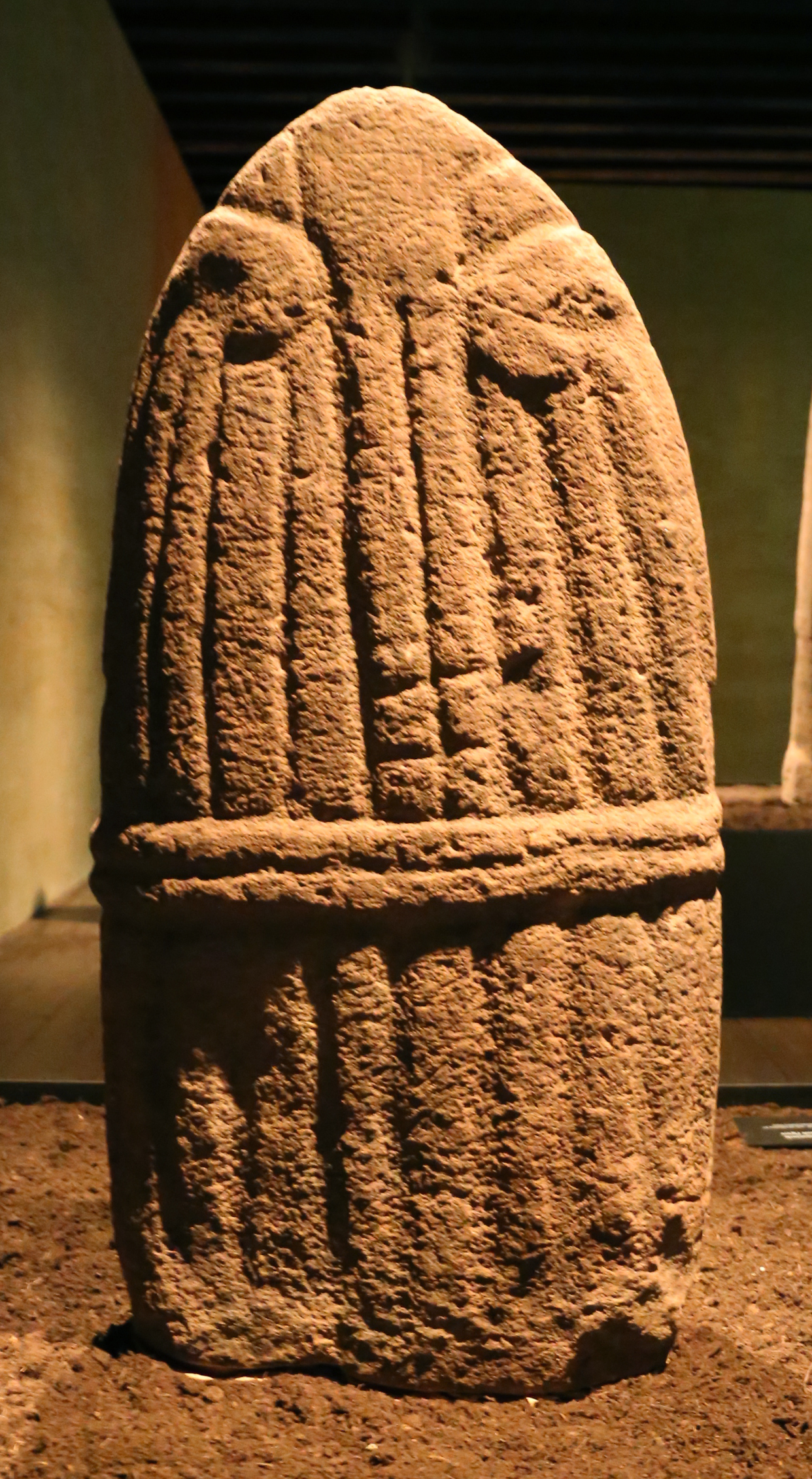
Dos de la Dame de Saint-Sernin : le vêtement à plis est fermé par une ceinture.

#### Les bras et les mains
Les bras sont représentés posés sur le torse, en position horizontale ou légèrement inclinés vers le bas, vus de face. Ils sont figurés dans la continuation des crochets-omoplates (côté dos) et parfois, sur les statues les plus élaborées, la gravure se poursuit sur le côté de la statue. Les doigts sont représentés sans distinction de longueur par de simples traits parallèles hormis sur la statue des Ardaliès n°2 où les phalanges semblent représentées. Bras et doigts sont parfois séparés par un trait qui pourrait correspondre au poignet, à un bracelet ou au rebord d'un vêtement.

#### Les jambes
L'extrémité supérieure des jambes est parfois arrondie juste au-dessous de la ceinture, cela pourrait correspondre à une représentation des genoux. La taille relativement plus petite des jambes par rapport au reste du corps indique peut-être que le personnage est représenté assis ou accroupie. Les orteils sont représentés de la même manière que les doigts avec de simples traits verticaux parfois surmontés d'un trait horizontal. Le traitement des jambes est caractéristique : chez les statues gravées, les jambes sont jointes, chez les statues sculptées elles sont disjointes. Les statues féminines sont le plus souvent sculptées et les jambes sont disjointes. 

### Attributs
Les attributs sont variés, ils correspondent à des éléments vestimentaires (ceinture, vêtement plissé, baudrier/objet), de parure (collier à plusieurs rangs, pendeloque, tatouage/scarification), des éléments et à des armes (arc, flèches, hache). Les attributs des personnages varient selon leur sexe. 

#### Le vêtement et la ceinture
Le vêtement n'est pas systématiquement représenté et ne constitue pas un attribut distinctif du sexe. Il est fermé à la taille par une ceinture. Il ne recouvre jamais les jambes, ni les omoplates et ne masque pas non plus les caractères anthropomorphes qu'il serait censé recouvrir (seins). C'est une sorte de manteau matérialisé par des traits verticaux représentant des plis ou des coutures entre des bandes de peaux comme celles observées sur la veste d'Ötzi. 
La ceinture est l'attribut le plus courant. Sa présence induit l'idée d'un vêtement même si celui-ci n'est pas explicitement représenté : sur les statues masculines elle participe au maintien du baudrier mais sur une statue féminine sans vêtement à retenir elle n'aurait aucun sens. La ceinture est figurée par une bande horizontale qui dessine parfois un tour complet de la statue et sépare la partie supérieure du corps de sa partie inférieure. Elle peut être lisse ou ornée d'une boucle et/ou d'un décor de chevrons, ceux-ci évoquant peut-être une tresse ou une toile tissée. La ceinture est représentée sur les statues masculines comme féminines mais la boucle de ceinture est un attribut masculin : quand elle représentée sur une statue féminine c'est qu'il s'agit d'une ancienne statue masculine transformée.

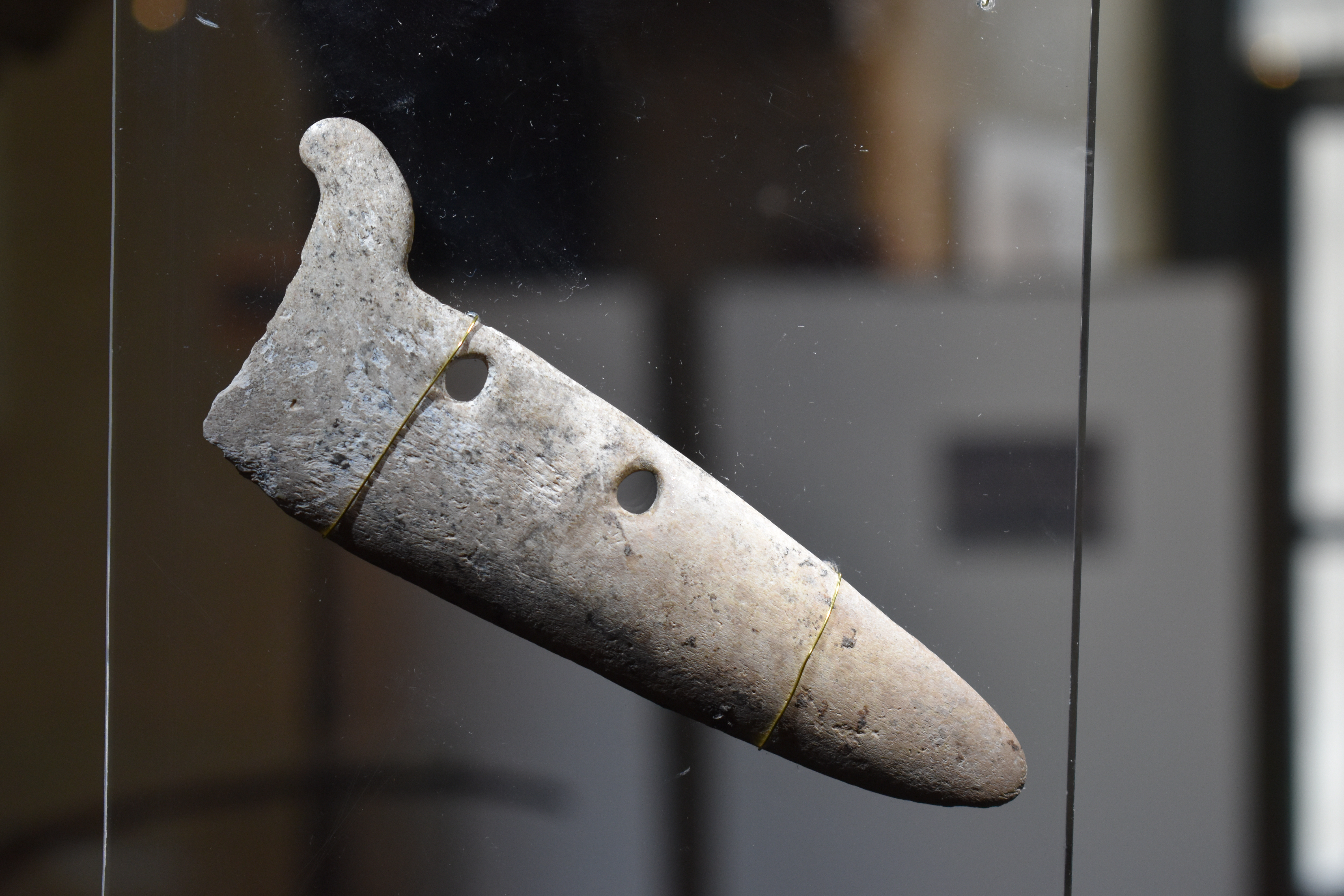
Pendeloque-poignard de la grotte de Resplandy.

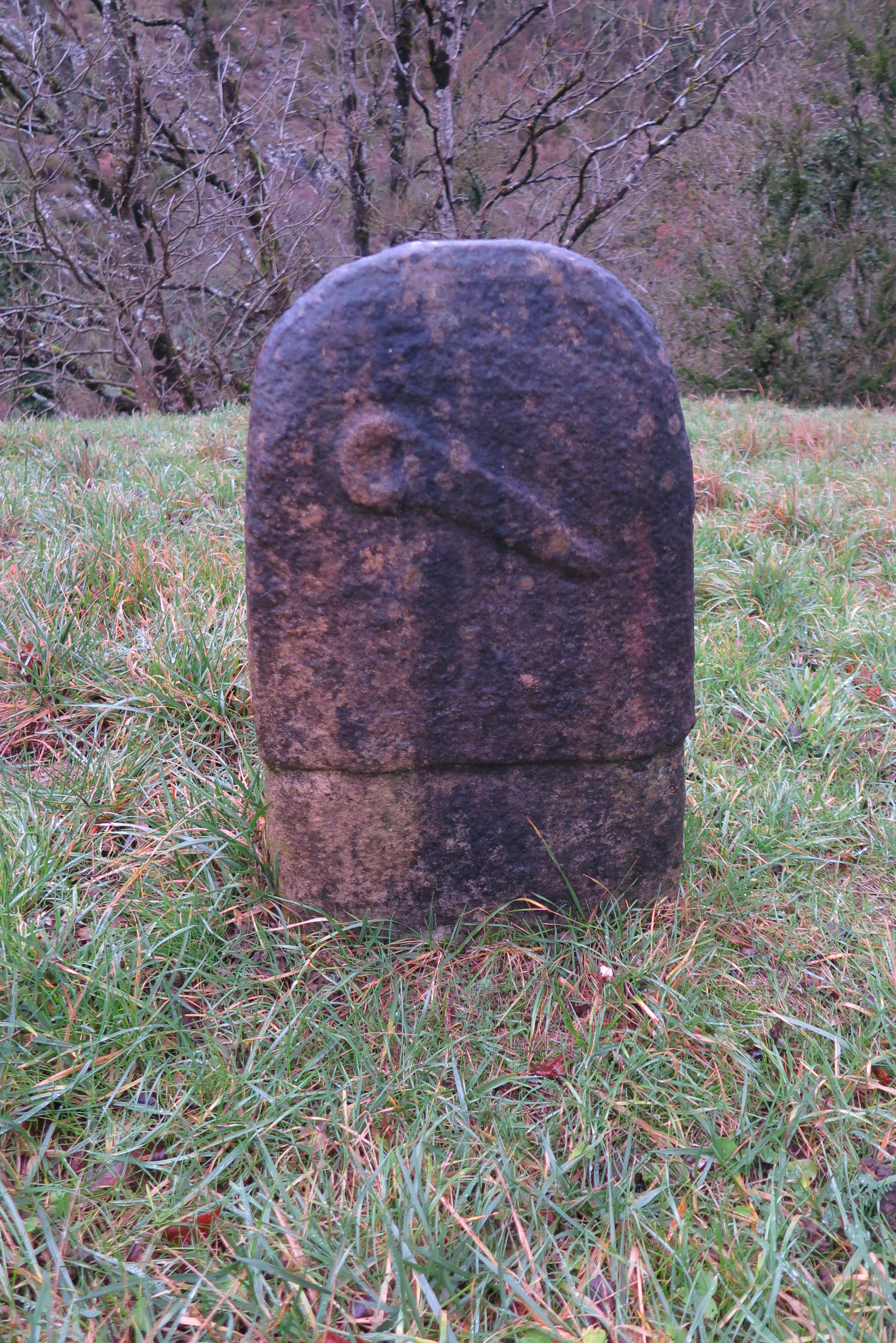
« L'objet » est particulièrement bien représenté sur la statue-menhir de Cénomes (copie).

#### Le baudrier et «l'objet»
C'est un attribut masculin. La baudrier comprend toujours une bretelle passant sur l'épaule droite et supporte « l'objet » au niveau de la poitrine. La bretelle gauche passe sous le bras gauche et sur l'omoplate gauche et rejoint, dans le dos, la bretelle droite au niveau de la ceinture,.
« L'objet » est un attribut qui demeure énigmatique et qui faute d'identification précise est couramment désigné ainsi. Dès 1892, l'abbé Hermet utilise indifféremment pour le décrire les mots de « poignard », « baudrier » et « objet » et souligne que s'il s'agissait d'une simple pendeloque pourquoi serait-il alors systématiquement associé avec un baudrier et non avec un collier ? Il doit donc s'agir d'un objet plus lourd de forme triangulaire allongée, surmonté d'un genre d'anneau. Il est toujours figuré de façon oblique au niveau de la poitrine ou entre les mains du personnage mais dans la majorité des cas il est accroché au baudrier. Sa forme énigmatique a conduit à de multiples interprétations : poignard, pendeloque, fourreau de poignard, étui pénien, voire soc de charrue... .  Sur la statue des Ardaliès n°9 et sur celle de Rieuvel n°1, l'objet comporte un décor de chevrons qui pourrait correspondre à la représentation d'un fourreau tressé. D'aucuns ont souligné que s'il s'agit bien d'un fourreau il serait ainsi représenté vide, sans le poignard correspondant, alors que la représentation du manche ne présentait pas de difficulté technique, et alors même que le poignard devait constituer un élément de prestige en raison de son élaboration.
« Sa ressemblance avec un type d'objet en matière animale (os ou bois de cervidé trouvé dans la grotte de Resplandy) ou en pierre (dolmens de Séverac et des Vézinies) a été maintes fois soulignée ». C'est l'attribut masculin par excellence : lorsqu'une statue masculine est féminisée l'objet est soit martelé soit transformé en pendeloque en « Y ». Il s'agit donc d'un attribut masculin emblématique avec une forte charge symbolique.

#### Collier et pendeloque
Ce sont des attributs exclusivement féminins. Dans les cas de transformation d'une statue masculine en une statue féminine, l'ajout du collier se fait par transformation du baudrier et après martelage de « l'objet ». Le collier n'est visible que sur la face antérieure de la statue. C'est un collier à plusieurs rangs, de trois à six, constituées par des perles (en pierre ou en cuivre) rarement individualisées (Puech du Lac). Sa présence doit être mise en relation avec la découverte de milliers de perles en test de coquillage dans les sépultures associées au groupe des Treilles et dans les dolmens caussenards. Le collier est parfois complété par une pendeloque en « Y ».

#### Les armes
Une douzaine de statues portent une panoplie guerrière (arc, flèche, hache) et parfois les trois ensemble. Les flèches sont la plupart du temps représentées de manière explicite (hampe, pointe, empennage), les arcs et les haches sont plus figuratifs. Arc et flèches ne sont pas systématiquement associés (Monteils, Plo du Mas-Viel). L'arc est probablement une arme de chasse alors que la hache pourrait être considérée comme un outil plutôt qu'une arme. Certains auteurs se sont étonnés de l'absence du poignard alors que l'apparition de la métallurgie est précoce en Languedoc et qu'il est omniprésent dans les groupes de statues-menhirs italiennes à une période où la métallurgie du cuivre est maîtrisée (Aoste-Sion, Lugigiana, Sardaigne). Le constat que toutes ces armes soient représentées près du cœur du personnage ne doit pas être anodin.

## Interprétation et datation
Les découvertes anciennes ont été réalisées en dehors de tout contexte archéologique et les informations relatives à la provenance exacte des statues ne sont pas très précises, certaines ont été découvertes proches de lignes de crêtes et d'autres en vallées. La plupart des statues ont été découvertes à l'occasion de travaux agricoles et quelques-unes lors de travaux de démolition ou de rénovation de bâtiments dans lesquels elles avaient été réutilisées comme pierre de construction. Dans le cas des découvertes récentes, la prospection sur les sites de découverte a révélé la présence d'outils lithiques (broyeurs, percuteurs, polissoirs, silex divers, meules) et de fragments de céramique, voire l'existence d'un habitat lié à la métallurgie du cuivre (Planet).
Les statues-menhirs sont généralement isolées, les quelques regroupements observés ne concernent que deux ou trois statues-menhirs à l'exception des statues-menhirs des Ardaliès où neuf statues différentes ont été découvertes dans le même champ. Dans le cas des regroupements connus, aucune fouille n'a permis d'établir si les statues avaient été dressées simultanément, successivement et selon quellse dispositions.
Un grand nombre de statues sont de taille modeste ce qui ne semble pas indiquer qu'elles aient eu un rôle ostentatoire. Compte tenu du territoire assez restreint sur lequel elles ont été retrouvées, elles sont plutôt nombreuses. Outre l'absence de la bouche et des oreilles, le sexe de la statue, masculin ou féminin, n'est jamais directement représenté, ces oublis ne semblent pas fortuits, alors que la présence des yeux est systématique et très réaliste. Ces personnages ne parlent pas, n'entendent pas, ils sont dépourvus des fonctions reproductives mais ils sont toujours capables de voir. Certains ont changé de sexe. Leurs attributs sont principalement des objets réels. « L'hypothèse que les statues-menhirs représentent des divinités est de moins en moins plausible. ». Les attributs et les objets représentés (arcs, haches, colliers, ceintures) ne correspondent pas à des objets divins mais ils évoquent un pouvoir temporel, une richesse ou une compétence distinctive. Le personnage représenté étant bien individualisé et connu (probablement un ancêtre), le changement de sexe indiquerait donc donc un changement dans l'organisation sociale du groupe (autre filiation, autre clan).
Constatant que dans le sud et le sud-est de la France, les dolmens sont très abondants sur les plateaux calcaires et rares sur les terrains acides, qui conservent mal les corps, alors que c'est l'inverse pour les menhirs et les statues-menhirs, Michel Maillé a proposé l'hypothèse selon laquelle, dans les deux cas il s'agit d'une forme de culte des ancêtres, où l'on cherche à conserver la mémoire des défunts : dans le premier cas par la conservation des corps et dans le second par l'évocation de son esprit (ce qui expliquerait pourquoi le personnage est muet, sourd et asexuel mais pas asexué) quand la conservation des corps n'est pas permise. Les statues-menhirs pourraient ainsi constituer des intermédiaires entre les hommes et leur milieu, entre les vivants et leurs ancêtres. En s'inscrivant dans la durée, elles marqueraient l'appropriation de territoires vitaux et s'inscriraient comme des repères de l’identité d'un clan.
C'est donc par comparaison, avec le mobilier similaire (parures et armes) retrouvé lors de fouilles archéologiques dans des constructions funéraires des régions voisines, avec l'essor du mégalithisme local et avec l’apparition d'une implantation humaine permanente sur ces territoires (stations de surface, site d'extraction du cuivre) que les statues-menhirs rouergates ont pu être datées d'une période comprise entre le Néolithique final et l'âge du cuivre (fin du IVe millénaire av. J.-C. à début du IIIe millénaire av. J.-C.),.